# Бержер (стадион)
«Бержер» (фр. Stade Bergeyre) — многофункциональный стадион в Париже, построенный в 1918 году. Вместимость стадиона составляла около 15 000 зрителей. Арена принимала футбольные и регбийные матчи на Летних Олимпийских играх 1924 года. Являлся домашней ареной футбольного клуба «Пантен».

## История
«Бержер» был построен в августе 1918 года в Париже при финансовой поддержке Франсуа Сиграна. Вместимость стадиона была около 15 000 зрителей, а название своё он получил в честь французского регбиста, погибшего в Первую мировую войну.
Арена принимала финал Кубка Франции по футболу в сезоне 1919/1920. В финальном матче участвовали «Шарантон» и «Гавр», победу одержал «Шарантон» со счетом 2:1.
Стадион в основном был предназначен для футбольных матчей и был домашней ареной для футбольного клуба «Пантен». Также «Бержер» принимал футбольные и регбийные матчи на Летних Олимпийских играх 1924 года.
Спустя 2 года стадион был разрушен, поскольку Париж быстро развивался в те годы, и было необходимо освободить земли для строительства жилья.